# Oulins
Oulins település Franciaországban, Eure-et-Loir megyében. Lakosainak száma 1221 fő (2022. január 1.). Oulins Boncourt, La Chaussée-d’Ivry és Saint-Ouen-Marchefroy községekkel határos.

## Népesség
A település népességének változása:
| Lakosok száma | 236  | 350  | 722  | 1026 | 1188 | 1193 | 1205 | 1197 | 1190 | 1221 |
|               | 1968 | 1982 | 1990 | 2006 | 2013 | 2015 | 2017 | 2019 | 2020 | 2022 |